# Cometes biplagiatus
Cometes biplagiatus är en skalbaggsart som först beskrevs av Jean François Villiers 1958.  Cometes biplagiatus ingår i släktet Cometes och familjen långhorningar. Inga underarter finns listade i Catalogue of Life.